# NGC 4318
NGC 4318 is een elliptisch sterrenstelsel in het sterrenbeeld Maagd. Het hemelobject werd op 18 januari 1828 ontdekt door de Britse astronoom John Herschel.

## Synoniemen
- UGC 7446
- ARAK 359
- MCG 2-32-15
- VCC 575
- ZWG 42.59
- ZWG 70.33
- PGC 40122